# Свинушки

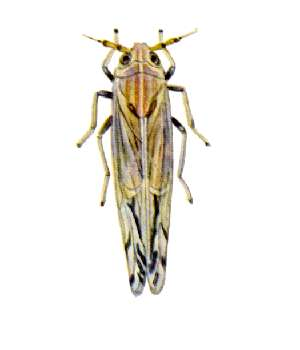
Peregrinus maidis

Свинушки, или дельфациды (лат. Delphacidae) — семейство равнокрылых насекомых.

## Описание
Средней величины и мелкие цикадовые насекомые, компактные, с короткой головой и неуплощенным телом. На вершине задней голени снаружи от лапки развита крупная шпора. Большинство видов связаны с однодольными растениями, особенно злаковыми и осоковыми. Для СССР указывалось 80 родов и свыше 250 видов.

## Классификация
Около 2000 видов и 283 рода:
- Asiracinae Fieber, 1872 — Asiracini, Idiosystanini, Platysystanini, Tetrasteirini — 10 родов и 28 видов
- Criomorphinae
- Delphacinae —
  - Delphacini — 227 родов и 1088 видов
    - Kakuna Matsumura, 1935

  - Saccharosydnini — 3 рода и 9 видов
  - Tropidocephalini — 21 род и 122 видов
- Kelisiinae — в Неарктике и Неотропике 1 род и 12 видов
- Plesiodelphacinae — Неотропика — 2 рода и 7 видов
- Stenocraninae — 4 рода и 64 вида
- Ugyopinae — Eodelphacini, Neopunanini, Ugyopini — 13 родов и 148 видов
- Vizcayinae — 1 род и 5 видов